# Sport Club Internacional
Pour les articles homonymes, voir Sport Club Internacional (homonymie).
Maillots
Actualités
Le Sport Club Internacional est un club brésilien omnisports basé à Porto Alegre, capitale du Rio Grande do Sul, particulièrement connu pour sa section de football. Fondé le 4 avril 1909, le club se veut dès lors ouvert à tous (à l'image de son prédécesseur le Sport Club Internacional de São Paulo, disparu en 1933). L'Internacional est ainsi connu comme « O Clube do Povo » (en français : « le club du peuple »). Ses couleurs, le rouge et le blanc, sont à l'origine du surnom Colorados donné à ses membres.
En plus de cent ans d'histoire, Internacional s'est construit un palmarès étoffé et formé de nombreux joueurs prestigieux : Falcão, Valdomiro, D'Alessandro, Taffarel, Dunga, Johe Palacio, Alexandre Pato ou encore Lúcio. Il a remporté le Championnat du Brésil à trois reprises. L'année 2006 est la plus réussie de l'histoire du club, avec la conquête d'une première Copa Libertadores et la victoire en Coupe du monde de football des clubs. Quatre ans plus tard, les Brésiliens remportent une deuxième fois la Copa Libertadores.
Depuis la création du Championnat du Brésil en 1971, le club n'a connu qu'une seule relégation à l'issue de la saison 2016 pour ensuite réintégré immédiatement la Série A au terme de la saison 2017.
Le club aux 100 000 sócios en français : « abonnés », est propriétaire et résident du stade Beira-Rio, dont la capacité est de 56 000 places. Il nourrit une rivalité sportive avec le voisin du Grêmio, connue comme le Grenal.

## Histoire

### Fondation

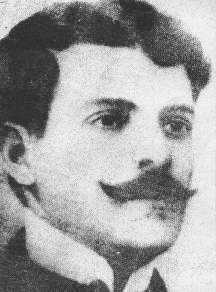
Henrique Poppe, cofondateur du club.

Le Sport Club Internacional doit sa création aux frères Henrique, José et Luis Poppe, qui après avoir déménagé de São Paulo à Porto Alegre en 1901, ne trouvaient pas de club de football accessible, permettant la pratique « démocratique » du football. Il n'y avait alors que deux clubs dans la ville (le Fussball et le Grêmio Porto Alegrense), réservés aux hommes appartenant à la communauté allemande de la ville.
Le 4 avril 1909, les frères Poppe réunissent un groupe d'étudiants et d'employés ordinaires de Porto Alegre, au numéro 141 de la Redenção Avenue, avec l'objectif de fonder un nouveau club de football. Plus de 40 personnes votent pour le choix du nom du club, choisi en hommage au Sport Club Internacional de São Paulo. À une époque où les noms des clubs font souvent référence à l'origine de leurs fondateurs (São Paulo Palestra pour les Italiens, Vasco da Gama pour les Portugais, etc.), le terme Internacional permet d'insister sur l'ouverture du club à tous les joueurs, quels que soient leur origine et leur statut social. Le 18 juillet 1909 se joue le premier Gre-nal, que le Grêmio remporte 10 buts à 0.

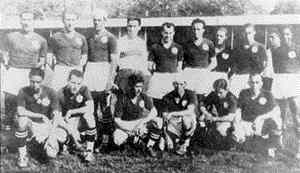
Photo de l'équipe de l'Inter en 1922.

En 1927, l'équipe rouge et blanche participe pour la première fois au champion de l'État de Rio Grande do Sul (créée en 1919, la compétition est plus connue comme le championnat Gaúcho) et remporte le tournoi. Il faut attendre sept ans pour voir le club y participer à nouveau, et remporter à nouveau la compétition.

### Le «Rolo Compressor»
Les années 1940 sont remarquables pour les Colorados, dont l'équipe est surnommée le « Rolo Compressor » (en français : « rouleau compresseur »). De 1940 à 1955, le club dispose d'une équipe très offensive qui remporte à treize reprises le championnat Gaúcho. Il doit notamment son succès à sa politique de recrutement ouverte, notamment aux footballeurs noirs (qui n'ont été acceptés par exemple par le Grêmio qu'en 1952), qui lui permet de recruter les meilleurs joueurs de l'État du moment (Alfeu (en), Tesourinha, Abigail (en), Carlitos (en), Adãozinho, entre autres) et de compter sur le soutien du public en tant que « club du peuple ». Le club fournit la majorité des joueurs de la sélection brésilienne qui remporte le Championnat panaméricain de 1956 (pt) : Larry Pinto de Faria, Chinesinho, Bodinho (en), Luizinho (pt), etc. Alors que jusque-là les entraîneurs du club ne reste rarement en poste plus d'une saison, le dénommé Teté (pt) occupe le poste de 1951 à 1957.
Par ailleurs l'enceinte du club, l'estádio dos Eucaliptos, est rénovée afin d'accueillir deux matches de la Coupe du monde de 1950.

### La transition des années 1960
Dans les années 1960, le club doit subir la domination de son rival et ne parvient à lui enlever qu'un seul titre de champion de 1956 à 1968. En 1962, il est éliminé en demi-finale de la Taça Brasil, ancêtre de la coupe du Brésil. Il participe également à la création du Tournoi Roberto Gomes Pedrosa, embryon du futur championnat du Brésil, dont il termine à la seconde place lors des deux premières éditions, en 1697 et 1968.
Malgré cette sécheresse de titres, les supporters continuent à affluer. Los Eucaliptos devient trop petit et il apparaît nécessaire de construire un nouveau stade. Dix ans de travail sont nécessaires à la construction du Gigante da Beira Rio, inauguré le 6 avril 1969.

### L'âge d'or des années 1970
Installé dans son nouvel écrin, l'Internacional va connaître une période faste. Champion Gaúcho de 1969 à 1976 sans interruption, notamment sous la direction de Dino Sani (1971-1974), le club obtient également de bons résultats dans le tout frais championnat du Brésil (créé en 1971) : troisième en 1972, quatrième en 1973 et 1974.

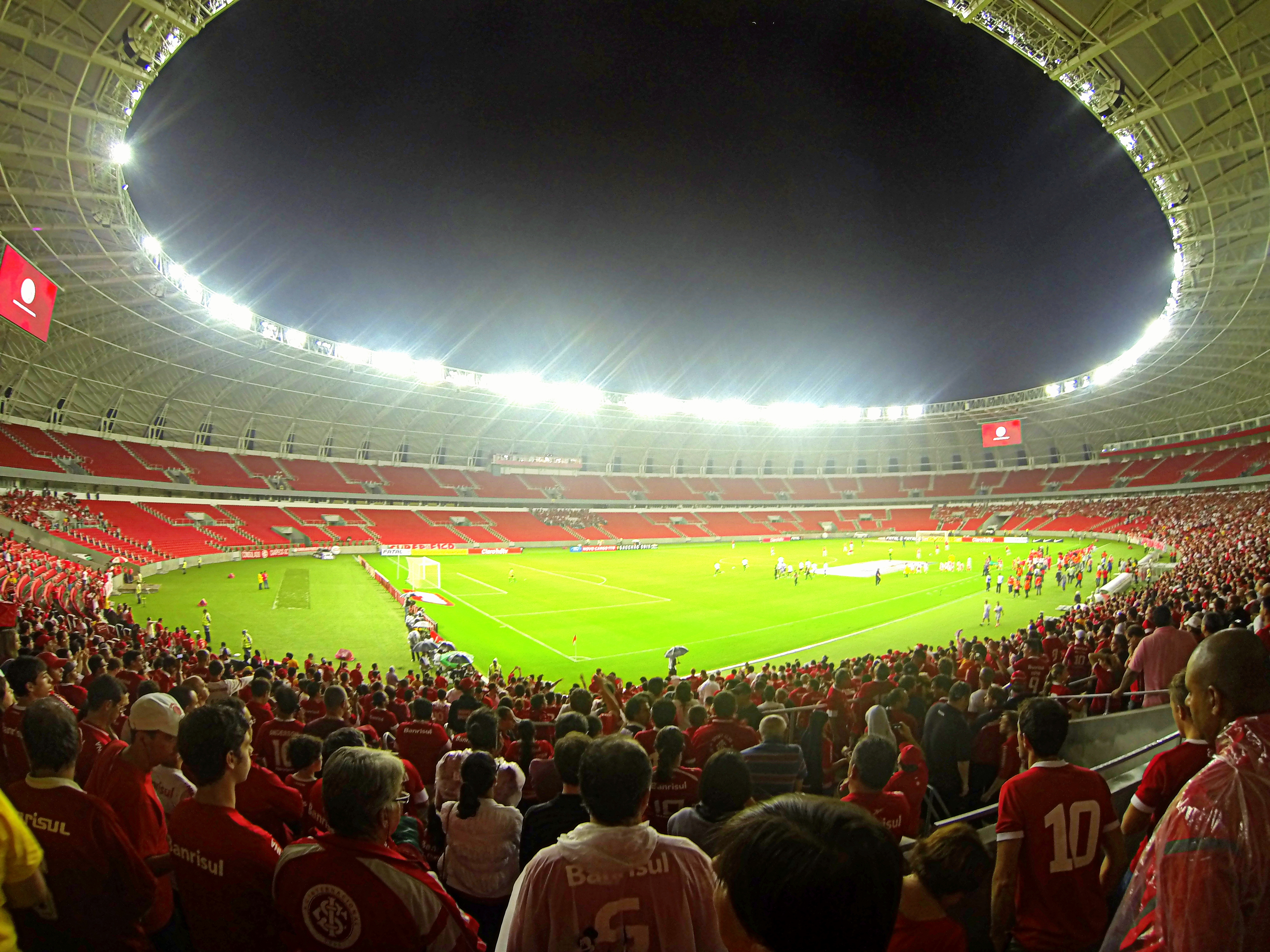
Internacional « Tri campeao brasileiro »

Quarante-deux équipes participent à l'édition 1975 du championnat brésilien. Vainqueurs de ses groupes en première et seconde phases, les joueurs de Rubens Minelli se qualifient pour les demi-finales, où ils éliminent Fluminense (2-0) avant de battre en finale Cruzeiro (1-0, sur un but du défenseur chilien Elías Figueroa).
L'année suivante, l'Internacional conserve son titre national à l'issue d'une compétition réunissant 54 équipes. Sortis premiers de ses groupes lors de chacune des trois phases, les Gaúchos battent le CA Mineiro en demi-finale puis Corinthians en finale (2-0, buts du meilleur buteur du championnat Dario et de Valdomiro). Avec 19 victoires en 23 matchs, leur victoire finale est incontestée. Par contre, pour sa première participation à la Copa Libertadores en 1976, ils sont dominés en poule par Cruzeiro, qui remporte finalement la compétition.
Après une saison 1977 vierge de titre, marquée par la perte du titre Gaúcho face au Grêmio en match d'appui et une nouvelle élimination en Copa Libertadores par Cruzeiro, l'Internacional retrouve sa suprématie régionale la saison suivante et n'est éliminé du championnat du Brésil qu'en demi-finale par Palmeiras. Il remporte finalement un troisième titre national la saison suivante, après avoir pris sa revanche sur Palmeiras et battu Vasco da Gama lors des deux manches de la finale (2-0 ; 2-1), grâce à des buts de Chico Spina (pt) (2), Jair et Falcão. Les hommes de Ênio Andrade (en) terminent la saison invaincus. Premier club brésilien à compter trois titres de champion, l'Inter peut dès lors arborer sur son maillot trois étoiles au-dessus de son écusson.
Après un parcours brillant, l'équipe des internationaux Falcão, Batista et Edevaldo prend le dessus sur les Argentins de Vélez Sársfield et les Colombiens d'América de Cali pour atteindre la finale de la Copa Libertadores 1980. Finalement elle s'incline face à la défense infranchissable des Uruguayens de Nacional (0-0 ; 0-1). En championnat, l'équipe est éliminée en demi-finale par le Mineiro et termine à la troisième place.

### L'inconstance des années 1980 et 1990
Malgré la conquête du championnat Gaúcho quatre fois d'affilée, de 1981 à 1984, l'Internacional perd sa suprématie au niveau national. Éliminé en quart de finale en 1981, le club ne participe même pas à la phase finale les saisons suivantes. Pour autant le club poursuit son travail de formation et fournit de nombreux joueurs à la sélection brésilienne pour les Jeux olympiques de 1984 (Mauro Galvão, Kita, Gilmar, Ademir, Dunga, Luís Carlos Winck, Pinga, etc.) qui s'achève sur une médaille d'argent pour les Brésiliens, battus par les Français en finale.
Avec une partie de ce groupe et l'éclosion de nouveaux joueurs (comme le gardien de but international Cláudio Taffarel), les Colorados atteignent de nouveau la finale du championnat en 1987 (connu cette saison-là comme la Copa União, compétition dissidente de la fédération brésilienne, réduite à seize des principaux clubs du pays), où ils s'inclinent face à Flamengo (1-1, but d'Amarildo (en) ; 1-0). Ils rééditent leur performance la saison suivante, dans un championnat 1988 réunifié, mais s'inclinent cette fois devant Bahia (2-1 ; 0-0).
Qualifiés pour la Copa Libertadores 1989, ils se qualifient pour le tournoi final où ils éliminent le Peñarol puis Bahia avant de s'incliner en demi-finale face au Club Olimpia, lors d'une séance de tirs au but.
Après six années sans titre, l'Internacional remporte de nouveau le championnat de l'État du Rio Grande do Sul en 1991 et 1992. Cette même année, il remporte la troisième édition de la coupe du Brésil. Battu 2-1 sur le terrain de Fluminense, il gagne le match retour (1-0, but de Célio Silva sur pénalty) et remporte le trophée grâce à la règle des buts marqués à l'extérieur.
Après une saison 1996 catastrophique -le club termine à la cinquième place du championnat Gaúcho, son pire classement de l'histoire de la compétition, alors que le Grêmio est sacré champion du Brésil- marquée par le passage de trois entraîneurs différents, l'arrivée de Celso Roth (en) sur le banc permet à l'équipe de retrouver un certain succès. Troisième du championnat du Brésil 1997, l'Inter remporte cette même année avec le championnat régional son dernier titre avant 2002. Cette dernière saison est particulièrement crispante en championnat du Brésil ; l'Internacional ne sauve sa place dans l'élite que pour deux petits points et voit son étoile montante Mahicon Librelato (en) se tuer brutalement à 22 ans.

### Nouveaux succès internationaux
À partir de 2002, l'Internacional profite de l'affaiblissement du Grêmio pour retrouver sa suprématie sur l'État du Rio Grande do Sul. Quatre fois champion Gaúcho consécutif, il voit ses résultats en championnat du Brésil s'améliorer : 6e en 2003 et 8e en 2004, il obtient sa qualification pour la Copa Sudamericana dont il est demi-finaliste en 2004 et quart-de-finaliste en 2005, éliminé à chaque fois par les Argentins de Boca Juniors.
Vice-champion du Brésil en 2005 (à trois points des Corinthians de Carlos Tévez), l'Internacional participe à l'édition 2006 de la Copa Libertadores, treize après sa dernière apparition. Vainqueur du Nacional, de la LDU Quito et du Club Libertad, l'équipe d'Abel Braga défie en finale le São Paulo FC, tenant du titre. Vainqueur 2-1 à São Paulo, les coéquipiers du capitaine Fernandão tiennent le match nul (2-2) au retour et remporte la première compétition internationale du club.
Qualifié à ce titre pour l'édition 2006 de la Coupe du monde des clubs, l'Internacional dispose des Égyptiens d'Al Ahly (2-1) puis du FC Barcelone en finale (1-0, but d'Adriano). L'attaquant Iarley est élu ballon d'argent de la compétition. La victoire en Libertadores lui vaut de disputer en 2007 la Recopa Sudamericana aux Mexicains de Pachuca, vainqueur de la Copa Sudamericana. Défaits 2-1 à Pachuca, les Brésiliens gagnent largement le match retour (4-0) et remportent un nouveau trophée.
Vice-champions du Brésil en 2006 derrière São Paulo, les Gaúchos sont éliminés au premier tour de la Copa Libertadores 2007 par le Nacional. Qualifiés la saison suivante pour la Copa Sudamericana 2008 malgré une décevante 11e place en championnat, ils éliminent le Grêmio au premier tour (1-1 ; 2-2), puis Universidad Católica, Boca Juniors et les Chivas de Guadalajara. Opposés aux Argentins d'Estudiantes de La Plata, les coéquipiers de Nilmar et Alex, buteurs en finale, l'emportent après prolongation. L'Internacional devient le premier club du Brésil à avoir remporté tous les titres possibles pour une équipe d'Amérique du Sud[réf. nécessaire]. Ce succès lui vaut de disputer la Coupe Suruga Bank en 2009, face aux Japonais de Oita Trinita, battus 2-1.
Vainqueur de ses 38 et 39e titres régionaux en 2008 et 2009 (année de son centenaire), l'Inter est de nouveau vice-champion du Brésil en 2009 (à deux points de Flamengo), ce qui lui permet de participer à la Copa Libertadores 2010. Vainqueur dans le tournoi final de Banfield, d'Estudiantes de La Plata puis du São Paulo FC (ces deux dernières qualifications étant dues à la règle des buts marqués à l'extérieur), il retrouve en finale les Chivas de Guadalajara, qu'il bat à l'aller et au retour (1-2 ; 3-2). Rafael Sóbis et Pablo Guiñazú sont élus « homme du match ».
Au début de l'année 2011, le club remporte son 40e championnat d'État grâce notamment aux 17 buts inscrits par son nouvel attaquant vedette, Leandro Damiao. Cette saison le meneur de jeu argentin D'Alessandro est de plus en plus souvent aligné avec un grand espoir du Brésil, le jeune meneur de jeu, Oscar, championnat sud américain des moins de 20 ans en 2011 et auteur de nombreux buts importants lors des premières journées du Brasileiro. Le club remporte la Recopa Sudamericana 2011 en battant le club argentin du CA Independiente.

## Palmarès
| Titres nationaux | Titres internationaux |
| - Championnat du Brésil (3) - Champion : 1975, 1976 et 1979 - Vice-champion : 1967, 1968, 1987, 1988, 2005, 2006, 2009 et 2020 - Coupe du Brésil (1) - Vainqueur : 1992 - Finaliste : 2009, 2019 • Torneio Heleno Nunes (1). Champion : 1984 - Championnat de l'État du Rio Grande do Sul (46) - Vainqueur : 1927, 1934, 1940, 1941, 1942, 1943, 1944, 1945, 1947, 1948, 1950, 1951, 1952, 1953, 1955, 1961, 1969, 1970, 1971, 1972, 1973, 1974, 1975, 1976, 1978, 1981, 1982, 1983, 1984, 1991, 1992, 1994, 1997, 2002, 2003, 2004, 2005, 2008, 2009, 2011, 2012, 2013, 2014, 2015, 2016, 2025 - Championnat de Porto Alegre (es) (24) - Vainqueur (24): 1913, 1914, 1915, 1916, 1917, 1920, 1922, 1927, 1934, 1936, 1940, 1941, 1942, 1943, 1944, 1945, 1947, 1948, 1950, 1951, 1952, 1953, 1955, 1972 | - Coupe du monde des clubs (1) - Vainqueur : 2006 - Troisième : 2010 - Copa Libertadores (2) - Vainqueur : 2006 et 2010 - Finaliste : 1980 - Recopa Sudamericana (2) - Vainqueur : 2007, 2011 - Copa Sudamericana (1) - Vainqueur : 2008 - Coupe Suruga Bank (1) - Vainqueur : 2009 - Coupe Mohammed V - Finaliste : 1980 |

Par ailleurs, le club participe régulièrement à des tournois amicaux et a remporté notamment les trophées suivants.
| Tournois amicaux |
| - Torneio Viña del Mar (pt) (2) - Vainqueur : 1978, 2001 - Trophée Joan Gamper (1) - Vainqueur : 1982 - Trophée Costa del Sol (1): - Vainqueur : 1983 - Coupe Kirin (1) - Vainqueur : 1984 - Dubaï Cup (1) - Vainqueur : 2008 |

## Identité

### Couleurs
| Maillot principal | Maillot secondaire | Troisième maillot |

Au moment de la fondation du Sport Club Internacional s'est posé la question du choix des couleurs. Le choix est fait entre la couleur noire de São Paulo, proposition des frères Poppe, et deux propositions inspirées du carnaval de Porto Alegre (pt), le rouge et blanc des Venezianos et le vert et blanc de la Sociedad Esmeralda. La première possibilité est finalement retenue par l'assistance.
Depuis lors, traditionnellement, le maillot principal est rouge avec un short et des bas blancs, tandis que le maillot extérieur est blanc avec un short et des bas rouges.
En référence aux couleurs rouges du club, les membres du club et ses supporters sont désignés comme les « Colorados » en français : « les Rouges » ou « la Nação Vermelha » en français : « la nation vermeille ».

### Écusson

Le premier écusson du Sport Club Internacional entrelace les initiales SCI en rouge sur un fond blanc, autour desquelles un contour rouge est ajouté. Dans les années 1950, les couleurs des initiales et du fond sont inversées, avant que Nélson Silva en 1957 ne retouche la police des initiales et réalise l'écusson encore utilisé de nos jours.
Les différents succès du club lui ont permis d'agrémenter l'écusson sur le maillot de trois puis quatre étoiles jaunes (pour les trois titres de champion du Brésil et la coupe du Brésil remportée en 1992). La conquête des deux Copa Libertadores et de la Coupe du monde des clubs à la fin des années 2000 ont amené le club à rajouter trois nouvelles étoiles, portant leur nombre à sept.
Pour le centenaire du club en 2009, un bandeau rappelant la date de fondation du club est rajouté autour du blason.

## Infrastructures
L'Inter est résident et propriétaire du stade José Pinheiro Borba, également connu sous le nom de Gigante da Beira Rio pour sa taille et sa proximité du Rio Guaíba. Il est inauguré le 6 avril 1969 après une dizaine d'années de travaux, auxquels participent matériellement les supporters du club. Il remplace alors l'ancien estádio dos Eucaliptos, rebaptisé Stade Ildo Meneghetti du nom du président ayant décidé de sa construction, qui est démoli peu de temps après.
D'une capacité actuelle de 56 000 places, son record d'affluence se monte à plus de 100 000 spectateurs, réunis pour une rencontre de l'équipe nationale en 1972. Le complexe autour du stade comprend notamment une chapelle, un centre évènementiel, des bars et magasins et un parking.
Du fait de l'organisation de la Coupe du monde de 2014 par le Brésil, un projet de modernisation est en cours, qui doit porter notamment la capacité du stade à 62 000 places.

## Personnalités du club

### Meilleurs buteurs
| Buts               | Buts |
| ------------------ | ---- |
| 1. Carlitos        | 485  |
| 2. Bodinho         | 235  |
| 3. Claudiomiro     | 210  |
| 4. Valdomiro       | 191  |
| 5. Tesourinha      | 178  |
| 6. Larry           | 176  |
| 7. Villalba        | 153  |
| 8. Ivo Diogo       | 118  |
| 9. Jair            | 117  |
| 10. Leandro Damião | 109  |

### Présidents
Parmi les nombreux présidents que l'Inter a connu, certains paraissent plus emblématiques que d'autres, par leur action ou les résultats obtenus sous leur mandat.
L'homme politique Ildo Meneghetti (pt), président de 1929 à 1934 puis en 1938, est celui à qui le club doit la construction du stade dos Eucaliptos, baptisé par la suite Ildo Meneghetti en hommage. Il devient dans les années 1950 et 1960 gouverneur de l'État de Rio Grande do Sul.
Carlos Stechmann (1969-1973) puis Eraldo Herrmann (1974-1975) sont les présidents de l'inauguration du nouveau stade de Beira Rio et des premiers titres de champion du Brésil.
Fernando Carvalho (pt), de 2002 à 2006, mène le club à son apogée sportif par ses investissements importants et sa politique de formation, jusqu'à la conquête de la Coupe du monde des clubs en 2006. Dernièrement, Vitorio Pifferi, en 2009-2010, poursuit l'œuvre de son prédécesseur et permet au club de remporter une seconde Copa Libertadores.

### Entraîneurs
Le rôle d'entraîneur est particulièrement instable à l'Internacional, à l'image des autres clubs de football du continent. Les hommes restent rarement en poste plus de quelques mois et sont couramment rappelés par la suite.
Quelques entraîneurs (en l’occurrence tous sont brésiliens) sont cependant parvenus à marquer l'histoire du club, par leur succès ou leur longévité, parmi lesquels les suivants :
- Teté (pt) (1951–1957, 1960) : championnat Gaúcho (4)
- Daltro Menezes (pt) (1968–1971) : championnat Gaúcho (3)
- Dino Sani (1971–1974, 1983) : championnat Gaúcho (3)
- Rubens Minelli (1974–1977) : championnat du Brésil (2) et championnat Gaúcho (3)
- Cláudio Duarte (pt) (1978–1979, 1981, 1989, 1994–1995, 2001, 2002) : championnat Gaúcho (4)
- Ênio Andrade (pt) (1979–1980, 1990–1991, 1993) : championnat du Brésil
- Abel Braga (1988–1989, 1991, 1995, 2006–2007, 2007–2008) : Coupe du monde des clubs et Copa Libertadores
- Antônio Lopes (1992) : coupe du Brésil et championnat Gaúcho
- Muricy Ramalho (2003, 2004–2005) : championnat Gaúcho (3)
- Tite (2008–2009) : Copa Sul-Americana et championnat Gaúcho
- Celso Roth (pt) (1996–1998, 2002, 2010) : Copa Libertadores et championnat Gaúcho

### Joueurs emblématiques

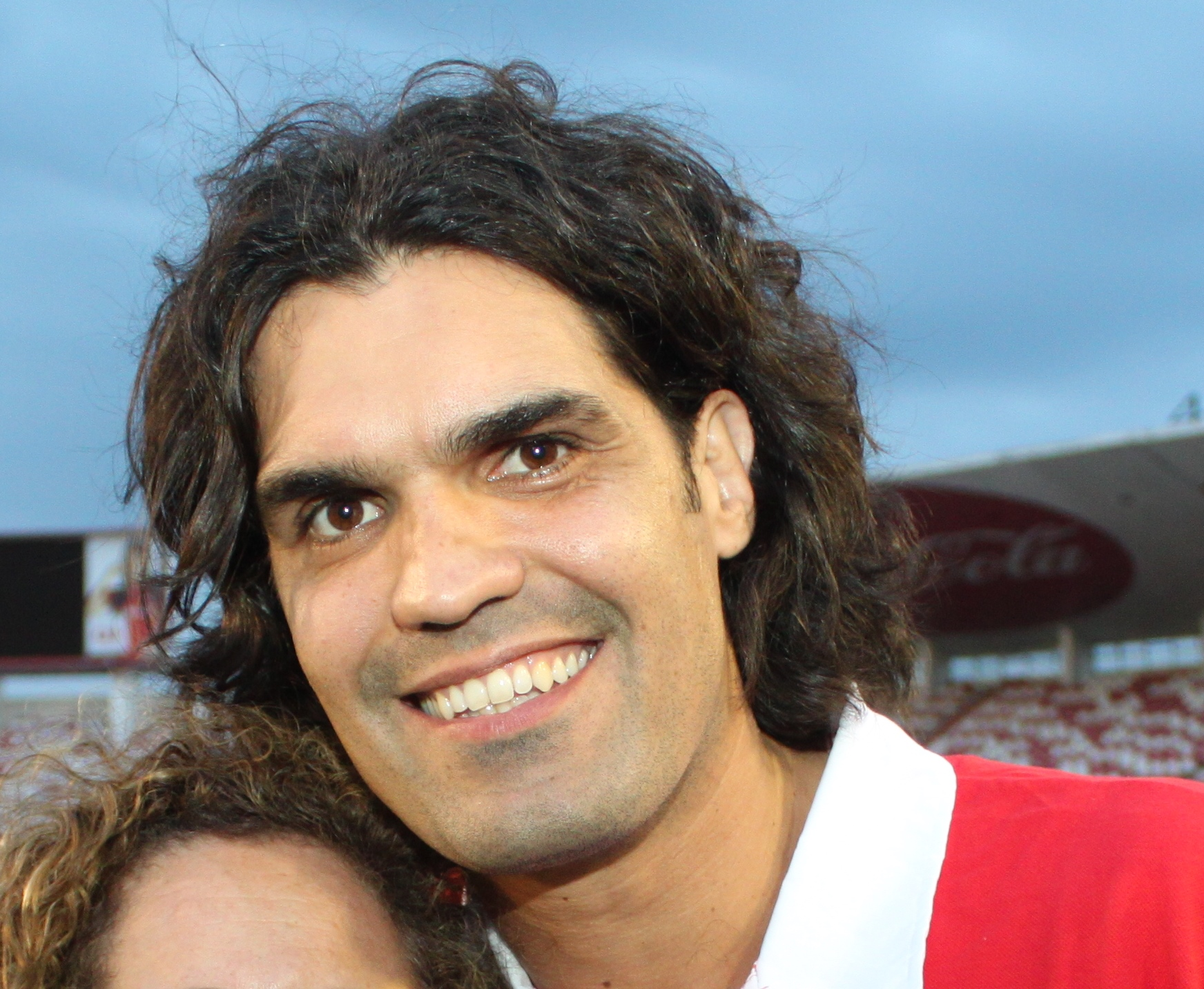
Fernandão, un des joueurs les plus emblématiques du club.

Sur son site internet officiel, le SC International distingue, en 2008, 32 joueurs comme des « Craques » : André Doring, Benitez, Bibiano Pontes, Bodinho (en), Bráulio (en), Carlitos (en) (meilleur buteur de l'histoire du club avec 485 réalisations en treize saisons), Paulo César Carpeggiani, Célio Silva, Claudiomiro (en), Cláudio Duarte (en), Dario, Dunga, Elton Fensterseifer, Escurinho (en), Fabiano Eller, Falcão, Elías Figueroa, Flávio Pinho (pt), Carlos Gamarra, Gérson da Silva (en), Larry Pinto de Faria, Librelato (en), Luís Carlos Winck, Lula (en), Manga, Mauro Galvão, Milton Vergara, Sylvio Pirillo (en), Rubén Paz, Cláudio Taffarel, Tesourinha et Valdomiro (tenant du record de nombre de matchs joués pour l'Inter : plus de 800).
Le magazine Terra publie en 2009 son équipe-type historique de l'Inter : Manga, Paulinho, Gamarra, Figueroa, Oreco, Carpeggiani, Falcão, Fernandão, Valdomiro, Carlitos et Tesourinha.

## Culture populaire

### Supporters
Selon les différentes études et sondages réalisés depuis les années 1980, entre 2 et 4 % de la population brésilienne s'intéressant au football soutient l'Internacional,,, ce qui classe habituellement le club entre les 6e et 12e rangs au niveau national. Une étude de début 2010 évalue à 4,8 millions le nombre de supporters Colorados à travers le pays.
Créé dans les années 1940 par Vicente Rao, le Colorado est un des premiers clubs de supporters organisés du Brésil[réf. nécessaire]. De nos jours, le club peut compter sur le soutien d'environ 100 000 socios et de trois torcidas officielles : Camisa 12, Super F.I.C.O. et Nação Independente. Il est également suivi par la Guarda Popular (Colorada), un groupe Barra brava.

### Rivalité

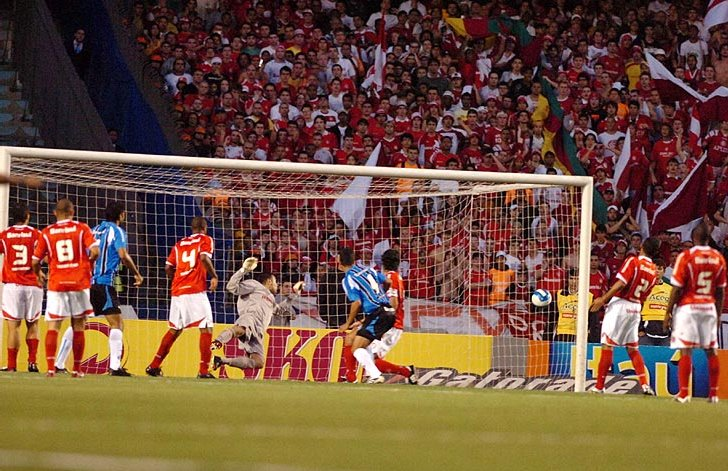
Rencontre Grêmio-Inter, en 2008.

L'Internacional a pour grand rival l'autre club important de Porto Alegre, capitale de l'État du Rio Grande do Sul : le Grêmio Foot-Ball Porto Alegrense, avec lequel il forme le Grenal, expression inventée en 1926 par le journaliste Ivo dos Santos Martins.
La rivalité des supporters prend racine dans l'histoire des deux clubs auxquels ils sont liés culturellement et socialement : le Grêmio est fondé en 1903 par des immigrants allemands et italiens et refusait à l'époque les joueurs métisses et de couleur, ce qui a conduit à la création de l'Inter quelques années plus tard par des immigrants qui n'avaient pas le droit de jouer au Grêmio à cause de leurs origines ou de leur couleur de peau.
Le derby gaúcho s'est disputé 379 fois entre le 18 juillet 1909, où le Grêmio l'avait emporté 10 - 0 contre l'Inter, et février 2010. L'Inter mène à cette date 142 victoires à 119.